# Isahakyan
Isahakyan (en arménien Իսահակյան) est une communauté rurale du marz de Shirak en Arménie. Comprenant également la localité de Bardzrashen, elle compte 1 224 habitants en 2008.